# Endless Story
Endless Story – dwudziesty singel japońskiej piosenkarki Yukari Tamury, wydany 12 października 2011. Utwór tytułowy został użyty jako opening anime C³, a Rainy Rainy Sunday użyto z zakończeniach programu radiowego Tamura Yukari no Itazura Kuro Usagi (jap. 田村ゆかりのいたずら黒うさぎ). Singel osiągnął 4 pozycję w rankingu Oricon i pozostał na niej przez 12 tygodni, sprzedał się w nakładzie 30 248 egzemplarzy.

## Lista utworów
| Nr | Tytuł                                         | Słowa         | Kompozycja     | Aranżacja      | Czas |
| -- | --------------------------------------------- | ------------- | -------------- | -------------- | ---- |
| 1. | "Endless Story"                               | Gorō Matsui   | Masatomo Ōta   | Masatomo Ōta   | 3:48 |
| 2. | "Rainy Rainy Sunday"                          | Manami Fujino | Masatomo Ōta   | Masatomo Ōta   | 3:17 |
| 3. | "Taiyō no Eve" (jap. 太陽のイヴ Taiyō no Ivu) | Gorō Matsui   | Kazuya Komatsu | Kazuya Komatsu | 4:06 |

## Notowania
| Lista                       | Pozycja |
| --------------------------- | ------- |
| Oricon Weekly Singles Chart | 4       |
| Billboard Japan Hot 100     | 11      |
| Billboard Hot Animation     | 4       |
| 58\|                        |         |
| Sound Scan                  | 4       |
| CDTV                        | 5       |
| FRIDAY SUPER COUNTDOWN 50   | 8       |
| RIAJ Digital Track Chart    | 27      |